# Regiment de cavalleria Rafael Nebot
El Regiment de cavalleria Rafael Nebot fou una unitat militar de l'Exèrcit Regular de Catalunya durant la Guerra de Successió.

## Història
Rafael Nebot fou un dels primers catalans a donar suport a l'Arxiduc Carles d'Àustria, a qui va posar a disposició el seu regiment. Durant els primers anys de la Guerra de Successió Espanyola va col·laborar de forma decisiva a la insurrecció del València i Catalunya, sent ascendit a general de batalla l'any 1706.
Amb la retirada imperial bona part del regiment va marxar amb el coronel governador Diego Miñano i el tinent coronel Gaspar de Portolà i la companyia es va reduir a uns cent efectius: majoritàriament cavalleria aragonesa i fusellers. El 10 de juliol de 1713, després de la decisió de continuar la guerra, Nebot va marxar amb el que restava del regiment a aturar el lliurement de Tarragona als exèrcits de Felip V.
El 16 de juliol de 1713, les tropes de Rafael Nebot serien interceptades a Torredembarra. Durant el combat de Torredembarra les forces catalanes serien derrotades i el regiment de Rafael Nebot patiria greus baixes.
Després de la derrota, el 9 d'agost de 1713, tota la resta de les forces del regiment, uns 50 genets, s'unirien a l'Expedició del Braç Militar. Després del periple a través de Catalunya, els soldats serien abandonats amb la resta de forces a l'espantada d'Alella, el 5 d'octubre de 1713. Després d'aquest esdeveniment, amb Rafael Nebot detingut i enviat a Viena, el regiment va quedar, a la pràctica, desfet.

## Uniforme i equipament
L'uniforme del regiment de Rafael Nebot estava compost per una casaca blanca, gira blava, jupa blava o vermella, calces de pell girada, corbata blanca i botons o galons argentats. Colors de l'Arxiduc Carles d'Àustria, fons blanc i divisa blava, que es mantindrien durant la Guerra dels catalans. A partir del 22 d'agost una companyia s'armà amb sabres corbats o alfanges.